# Alexisonfire
Alexisonfire je pětičlenná, post-hardcorová kapela, která v roce 2001 vznikla v St. Catharines, Ontario, Kanada. Členy kapely jsou George Pettit (vokály), Dallas Green (kytara, piáno, vokály), Wade MacNeil (kytara, vokály), Chris Steele (basová kytara) a Jordan Hastings (bubny, bicí).
Svou hudbu popisují jako "zvuk dvou katolických vysokoškolaček v duelu na nože" (odkaz na jejich píseň A Dagger Through the Heart of St. Angeles", také jako inspirace na obálku jejich debutového alba).
Když kapela vyšla z undergroundu v roce 2001, zaujala kritiky a jejich eponymní album si od kritiků v Kanadě vysloužilo zlatou desku. Od té doby kapela vydala 3 další studiová alba: Watch Out! (2004), Crisis (2006) a Old Crows/Young Cardinals (2009), všechna si vysloužila platinovou desku. V srpnu 2011 se na jejich webu objevila zpráva, že z důvodu odchodu dvou členů kapely, započne před jejím oficiálním rozpadem poslední turné na rozlučku.

## Alexisonfire (2001–2003)
Alexisonfire vznikla ke konci roku 2001 poté, co se rozpadly tři jiné kapely. Pettit hrál na basu v metalové kapele Condemning Salem, Green byl zpěvákem a kytaristou v Helicon Blue a MacNeil se Steelem hráli v punkové kapele Plan 9. Kapely se rozešly zhruba ve stejném období, a tito členové společně nabrali bubeníka Jesseho Ingelevicse aby zformovali kapelu Alexisonfire.
Jméno kapely bylo odvozeno od Alexis Fire, což byla unikátní striptérka, zároveň také hadí žena. Když zjistila, že její jméno takto využívají jako název své kapely, vyhrožovala žalobou pro porušení autorských práv. Později se však přišlo na to, že přezdívka nebyla registrována a tak se nic více nedělo.
Kapela vydala v roce 2002 své první EP, Math Sheet Demos. Název tohoto EP měl také své odůvodnění, tím bylo, že bubeník kapely Jesse Ingelevics CD zabalil do svého úkolu matematiky. Kapelu dostihla její první pauza, když se dostali do pozornosti Grega Belowa a Mitche Joela, kteří společně zakládali svůj label s názvem Disort Entertainment a hledali talentované umělce. Below pracoval u hudebního vydavatelství EMI a tak toho využil, nahrál kapelu a dal jim nabídku.
31. října 2002, Aexisonfire bylo vydáno. Kapela se vydala na turné, dvakrát projela Kanadu a začala své působiště šířit i do USA a Evropy, kde si zahrála společně s kapelami jako Billy Talent, GWAR, Juliana Theory, Godsmack a Glassjaw.
V září 2005 si Alexisonfire vysloužila zlatou desku, značící více než 50 000 prodejů. V lednu 2014 vyšla remasterovaná verze alba, tentokrát pod Dine Alone Records.

## Watch Out! (2004–2005)
Alexisonfire přilákala díky úspěchu svého debutového alba velkou pozornost hlavních labelů. Když ale zvažovali tvorbu druhého alba, cítili, že kvůli uměleckým důvodům by měli zůstat nezávislí, což jim zaručí lepší šance určení svého vlastního směru. Watch Out! bylo vydáno 29. června 2004 a okamžitě vylétlo na povrch. Dostalo se na šestou příčku Nielsen Soundscan Top 200 a v Kanadě získalo zlatou desku za pouhých dvanáct týdnů
14. června 2005 vydala kapela na webu oznámení, že bubeník Jesse Ingelvics opouští kapelu. Oznámení vysvětlilo, že kapela a Jesse se od sebe pomalu oddělovali a on sám chtěl trávit více času se svou rodinou a snoubenkou.
Na turné společně s Johnny Trauntem a The Blood Roses v Glasgow v roce 2005, každý člen těchto tří kapel měl na sobě vytetováno slovo "Yeti". V epizodě MuchMusic, Pettit a Green odhalili, že inspirace "Yetti" tetování přišla z filmu Garyho Oldmana z roku 1988, The Firm.

## Crisis (2006–2007)

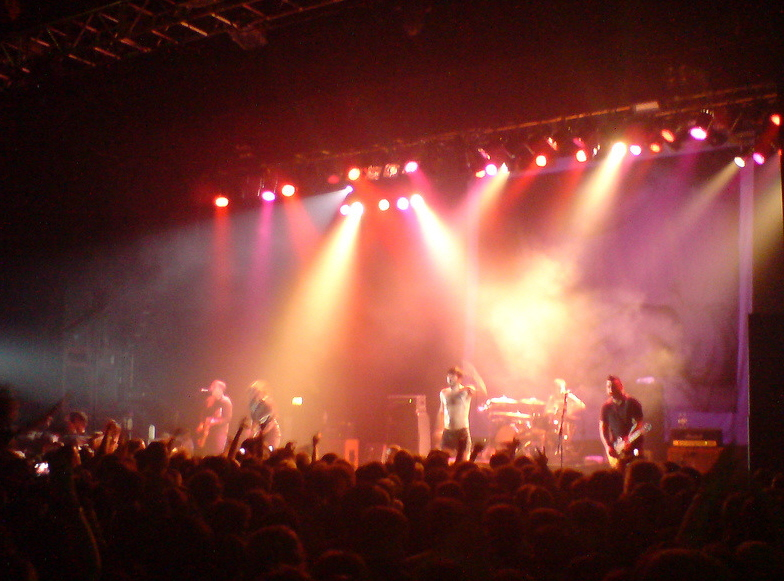
Alexisonfire

V srpnu 2006, kapela vydala své třetí studiové album Crisis, což byl dle AllMusic jejich prozatím nejlepší počin. Pro podporu alba kapela podnikla turné napříč Kanadou spolu s kapelami Every Time I Die, Cancer Bats a Attack in Black. Ihned potom se vrhli na Americké turné s kapelami Moneen, Cancer Bats a A Change of Pace. Najednou byli jednou z nejpopulárnějších kapel v Kanadě. V interview vokálista George Pettit řekl, že si není jistý ohledně směru, kterým se bude kapela ubírat při tvorbě nového alba.
Přestože byli obvykle na turné s kapelou Anti-Flag, Norma Jean byla pro chvíli jejich náhrada. Nakonec se Anti-Flag vrátili spolu s kapelou Saosin a The Bled. Na jejich UK turné v listopadu 2007, byla kapela doprovázena kapelami Saosin a The Ghost of a Thousand.

## Old Crows / Young Cardinals and Dog's Blood (2008–2010)
V. červnu 2008 se začaly kolem kapely šířit pověry, že je na kraji rozpadu. To vše nakonec bylo označeno jako malý vtip, který se trochu vymkl kontrole a oficiální vyjádření bylo takové, že kapela zůstává po kupě a momentálně pracuje na materiálech pro jejich nové nahrávky.
20. prosince 2008 na show v Hamiltonu, Ontariu kapela odhalila název jejich nového alba. Kapela začala album Old Crows / Young Cardinals nahrávat v únoru 2009 a v březnu již bylo skoro hotovo a ještě tentýž měsíc bylo potvrzeno, že se kapela upsala Dine Alone Records. Kapela byla potvrzena pro Warped Tour 2009. Při Warped Tour, kapela hrávala i pro neziskovou organizaci Music Saves Lives, kde se setkala s fanoušky, kteří díky dárcovství krve získali VIP vstup.
20. dubna, kapela vydala první singl "Young Cardinals" na rádiu, 15. května 2009 dostal singl i videoklip. 22. září 2009, Dallas Green oznámil chystající se EP s názvem Dog's Blood.
Na podzim 2009 se kapela vydala na Eastpak Antidote Tour v Evropě společně s Anti-Flag, Four Year Strong a The Ghost of a Thousand, a v říjnu bylo oznámeno, že podpoří na turné Billy Talent v Kanadě spolu s Against Me!.
V únoru 2010 se kapela vydala hrát na Live City Yaletown, ale po 10 sekundách prvního singlu museli vystoupení zrušit, protože audience prolomila barikádu a několik lidí bylo pošlapáno a utrpěli zlomeniny. Kapela se vrátila do Vancouveru. V září 2010 vydala kolekci písní dostupnou pouze skrze iTunes jako digitální CD. CD obsahovalo krom písní také interview s kapelou. V listopadu poté vyšla digitální verze z jejich Aussie Tour 7", kde byly dva covery, původně od Midnight Oil a The Saints.

## Rozlučkové turné a rozchod (2011–2012)

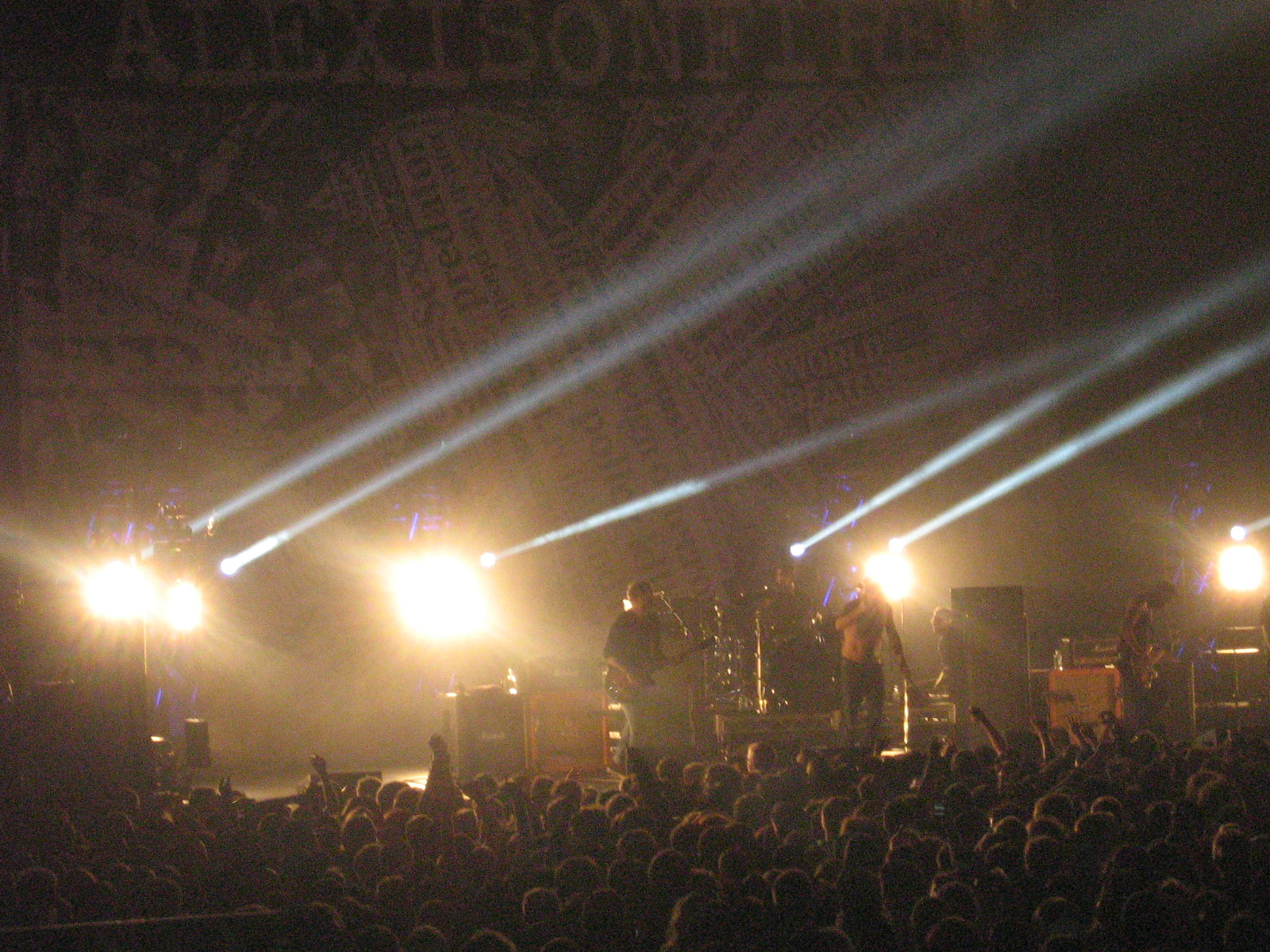
Alexisonfire, rozlučkové turné

V roce 2010 Dallas Green informoval kapelu o jeho záměru opustit kapelu. Souhlasil s tím, že nevydá oficiální prohlášení, dokud se kapela neporadí o své budoucnosti. V srpnu 2011 kapela oznámila svůj rozpad, George Pettit zmínil Dallasův záměr se věnovat svému projektu City and Colour, Wade MacNeilův odchod do jiné kapely a další důvody, které k rozpadu kapely vedly. Rozpad kapely prý podle slov Pettita nebyl vůbec přátelský.
V červnu 2012, Green oznámil, že byl v kontaktu s ostatními členykapely Alexisonfire a že s MacNeilem probíral detaily ohledně posledních výstupů kapely, protože když naposledy hráli, nikdo nevěděl, že je to naposledy. V prosinci 2012 kapela vyrazila na své rozlučkové turné po Kanadě, UK, Austrálii a Brazílii. V prosinci 2013 kapela vydala limitovaný vinylový boxset, který čítal pouhých 1000 kusů. Byl vyprodán během 30 minut.